# Neumagen-Dhron
Neumagen-Dhron là một đô thị ở huyện Bernkastel-Wittlich, trong bang Rheinland-Pfalz, Đức. Neumagen-Dhron nằm bên sông Moselle, cự ly khoảng 15 km về phía nam Wittlich và 20 km về phía tây bắc của Trier.
Neumagen-Dhron là thủ phủ của Verbandsgemeinde ("đô thị hợp tác") Neumagen-Dhron.